# LPGA Tour 1977
Navigation
Édition précédente Édition suivante
Le LPGA Tour 1977 est la vingtième-huitième édition du Ladies Professional Golf Association Tour (LPGA), circuit professionnel féminin de golf, qui se déroule du 11 février 1977 au 13 novembre 1977. Axé sur les États-Unis, le LPGA a entrepris la tenue de tournois hors du continent américain, cette saison voit des tournois programmés au Canada, en Angleterre, au Japon et à Singapour. Cette vingtième-huitième édition de ce circuit permet de proposer un certain nombre de tournois professionnels destinés aux femmes en dehors des compétitions amateurs. La volonté de la professionnalisation des golfeuses leur permet désormais de gagner de l'argent en jouant au golf.
Cette saison comporte trente-deux tournois, soit un de plus qu'en 1976, auxquels sont insérées des dotations financières en fonction du résultat de la golfeuse. Deux de ces tournois sont considérés comme « tournoi majeur » - le Championnat de la LPGA et l'Open américain - et sont considérés comme les plus prestigieux et difficiles à remporter.
L'Américaine Judy Rankin est désignée « Joueuse de l'année de la LPGA » (« Player of the Year ») pour la seconde fois de sa carrière et gagne le classement des gains remporté avec des gains de 122 890 $ en remportant cinq victoires mais aucun tournoi majeur. Les deux tournois majeurs, le Championnat de la LPGA et l'Open américain, sont respectivement remportés par la Japonaise Hisako Higuchi et Hollis Stacy. Enfin, le « Trophée Vare » récompensant la golfeuse ayant la moyenne de score la plus basse de la saison est remporté par Judy Rankin pour la troisième fois après 1973 et 1976.

## Histoire
Pour l'organisation de cette vingtième-huitième édition, la majorité des tournois se disputent aux États-Unis mais de nombreux tournois sont programmés hors des États-Unis. Après la tenue de tournois à Cuba dans les années 1950 et depuis quelques années au Canada et au Mexique, le LPGA décide lors de l'édition 1976 d'organiser des tournois hors du continent américain avec la tenue de tournois programmés en Angleterre, au Japon, à Hong-Kong et aux Philippines. Cette édition 1977 voit la tenue d'un tournoi à Singapour. La majorité des joueuses sont des golfeuses principalement américaines professionnelles et amateures mais la LPGA intègre quelques années des golfeuses étrangères. Le calendrier établi fait débuter la saison par le Classic de l'American Cancer Society en Floride remporté par Pam Higgins . Au cours de cette saison, bien que la majorité des tournois ont été remportés par des golfeuses américaines professionnelles, il est constaté que pour la première fois une Japonaise Hisako Higuchi remporte un tournoi majeur et une Argentine Silvia Bertolaccini remportent un tournoi LPGA.
L'Américaine Judy Rankin est désignée « Joueuse de l'année de la LPGA » (« Player of the Year ») pour la seconde fois de sa carrière et gagne le classement des gains remporté avec des gains de 122 890 $ en remportant cinq victoires mais aucun tournoi majeur. Les deux tournois majeurs, le Championnat de la LPGA et l'Open américain, sont respectivement remportés par la Japonaise Hisako Higuchi et Hollis Stacy.

## Participantes à la saison LPGA 1977
Les participantes ont deux statuts. Certaines sont devenues professionnelles, et pour certaines avant la création de ce circuit, mais de nombreuses amateures prennent également part aux tournois sans toutefois pouvoir recevoir le montant des gains en raison de leur statut.
| Participantes      | Participantes    | Participantes    | Participantes       | Participantes    |
| Professionnelles   | Professionnelles | Professionnelles | Professionnelles    | Professionnelles |
| ------------------ | ---------------- | ---------------- | ------------------- | ---------------- |
| Amy Alcott         | Debbie Austin    | Laura Baugh      | Silvia Bertolaccini | Jane Blalock     |
| Pat Bradley        | Vivian Brownlee  | Betty Burfeindt  | Donna Caponi-Young  | JoAnne Carner    |
| Clifford Ann Creed | Gloria Ehret     | Kathy Farrer     | Marlene Hagge       | Pam Higgins      |
| Hisako Higuchi     | Joyce Kazmierski | Judy Kimball     | Takako Kiyomoto     | Bonnie Lauer     |
| Sally Little       | Nancy Lopez      | Carol Mann       | Kathy Martin        | Margie Masters   |
| Debbie Massey      | Susie McAllister | Kathy McMullen   | Pat Meyers          | Sandra Palmer    |
| Mary Bea Porter    | Sandra Post      | Kathy Postlewait | Renee Powell        | Jo Ann Prentice  |
| Penny Pulz         | Judy Rankin      | Marilynn Smith   | Sandra Spuzich      | Hollis Stacy     |
| Jan Stephenson     | Beth Stone       | Jo Ann Washam    | Donna White         | Kathy Whitworth  |
| Mardell Wilkins    |                  |                  |                     |                  |

## Calendrier de la saison 1976
L'édition 1976 se déroule du 30 janvier 1976 au 27 novembre 1976. Le tableau suivant présente tous les tournois programmés pour la saison 1976. Les chiffres entre parenthèses correspondent au nombre de victoires remportées au moment de la victoire de la golfeuse audit tournoi remporté. Les tournois majeurs sont indiqués en gras.
| Date       | Tournoi                                         | Catégorie      | Dotation (US$) | Vainqueur individuelle  |
| ---------- | ----------------------------------------------- | -------------- | -------------- | ----------------------- |
| 13/02/1977 | Classic de l'American Cancer Society, Floride   |                | 50 000 $       | Pam Higgins (2)         |
| 20/02/1977 | Open d'Orange Blossom, Floride                  |                | 50 000 $       | Judy Rankin (20)        |
| 27/02/1977 | Open de Bent Tree, Floride                      |                | 100 000 $      | Judy Rankin (21)        |
| 27/03/1977 | Classic Kathryn Crosby/Honda Civic, Californie  |                | 150 000 $      | Sandra Palmer (15)      |
| 03/04/1977 | Colgate-Dinah Shore Winner's Circle, Californie |                | 240 000 $      | Kathy Whitworth (77)    |
| 17/04/1977 | Women's International, Caroline du Sud          |                | 80 000 $       | Sandra Palmer (16)      |
| 24/04/1977 | Classic de American Defender, Caroline du Nord  |                | 50 000 $       | Kathy Whitworth (78)    |
| 01/05/1977 | Classic de Birmingham, Alabama                  |                | 60 000 $       | Debbie Austin (1)       |
| 08/05/1977 | Classic de Lady Tara, Géorgie                   |                | 50 000 $       | Hollis Stacy (1)        |
| 15/05/1977 | Classic du Greater Baltimore, Maryland          |                | 55 000 $       | Jane Blalock (15)       |
| 22/05/1977 | Classic Coca-Cola, New Jersey                   |                | 77 000 $       | Kathy Whitworth (79)    |
| 29/05/1977 | Classic de Lady Keystone, Pennsylvanie          |                | 50 000 $       | Sandra Spuzich (4)      |
| 05/06/1977 | Tournoi Talk '77, New York                      |                | 100 000 $      | JoAnne Carner (18)      |
| 12/06/1977 | Championnat de la LPGA, Maryland                | Tournoi majeur | 150 000 $      | Hisako Higuchi (2)      |
| 19/06/1977 | Classic de Mayflower, Indiana                   |                | 50 000 $       | Judy Rankin (22)        |
| 26/06/1977 | Classic d'Hoosier, Indiana                      |                | 50 000 $       | Debbie Austin (2)       |
| 03/07/1977 | Classic de Peter Jackson, Canada                |                | 80 000 $       | Judy Rankin (23)        |
| 10/07/1977 | Classic de Bankers Trust, New York              |                | 75 000 $       | Pat Bradley (2)         |
| 17/07/1977 | Classic de Borden, Ohio                         |                | 80 000 $       | JoAnne Carner (19)      |
| 24/07/1977 | Open américain, Minnesota                       | Tournoi majeur | 75 000 $       | Hollis Stacy (2)        |
| 31/07/1977 | Classic de Pocono Northeast, Pennsylvanie       |                | 75 000 $       | Debbie Austin (3)       |
| 06/08/1977 | Classic de Colgate Européen, Angleterre         |                | 100 000 $      | Judy Rankin (24)        |
| 14/08/1977 | Classic de Long Island Charity, New York        |                | 100 000 $      | Debbie Austin (4)       |
| 21/08/1977 | Classic de Wheeling, Virginie-Occidentale       |                | 50 000 $       | Debbie Austin (5)       |
| 28/08/1977 | Open de Patty Berg, Minnesota                   |                | 55 000 $       | Bonnie Lauer (1)        |
| 04/09/1977 | Classic de Rail Muscular Dystrophy, Illinois    |                | 100 000 $      | Hollis Stacy (3)        |
| 11/09/1977 | Open de National Jewish Hospital, Colorado      |                | 50 000 $       | JoAnne Carner (20)      |
| 25/09/1977 | The Sarah Coventry, Californie                  |                | 100 000 $      | Jane Blalock (16)       |
| 02/10/1977 | Open de Dallas Civitan, Texas                   |                | 50 000 $       | Vivian Brownlee (1)     |
| 09/10/1977 | Classic d'Houston Exchange Clubs, Texas         |                | 50 000 $       | Amy Alcott (4)          |
| 03/11/1977 | Classic du Japan Mizuno, Japon                  |                | 100 000 $      | Debbie Massey (1)       |
| 13/11/1977 | Championnat de Colgate Far East, Singapour      |                | 100 000 $      | Silvia Bertolaccini (1) |

## Classements saison 1977

### Tableau des gains («Money list»)
Le tableau ci-dessous est le classement des golfeuses par gains obtenus sur cette saison 1977. Le classement par gains est remporté par Judy Rankin avec 150 734 $ remportés.
| Cla. | Golfeuses       | Gains     | Victoires |
| ---- | --------------- | --------- | --------- |
| 1    | Judy Rankin     | 122 890 $ |           |
| 2    | JoAnne Carner   | 113 711 $ |           |
| 3    | Kathy Whitworth | 108 540 $ |           |
| 4    | Jane Blalock    | 102 011 $ |           |

### Trophée Vare («Vare Trophy»)
Le tableau ci-dessous est le classement des golfeuses par scores les plus bas sur cette saison 1977.
| Cla. | Golfeuses   | Moyenne |
| ---- | ----------- | ------- |
| 1    | Judy Rankin |         |